# Jésus et la Samaritaine (de Troy)
Jésus et la Samaritaine est un tableau de Jean-François de Troy (1679-1752) peint en 1742, illustrant le chapitre IV, verset 5 à 30 de l'Évangile selon saint Jean.  Il relate le passage où le Christ engage une conversation avec une Samaritaine en lui demandant de l’eau, et où ses disciples s’indignent qu’il puisse parler avec une femme pécheresse, les juifs et les Samaritains n’ayant pas de relation entre eux. 
Il est exposé au musée des Beaux-Arts de Lyon.
Il appartient à la série de six tableaux peint par J.-F. de Troy pour le cardinal de Tencin destiné à décorer le palais archiépiscopal de Lyon en 1742 : La Mort de Lucrèce, La Mort de Cléopâtre, Le Jugement de Salomon, L’idolâtrie de Salomon et La Femme adultère.

## Historique de l'œuvre
À la mort du cardinal de Tencin en 1758, Il est possible que Malvin de Montazet ait racheté directement les tableaux à son héritière, la comtesse de Grolée. Cependant, l’histoire de ce tableau reste vague et les historiens manquent de renseignements sur ce dernier. On perd sa trace jusqu’en 1908, J.B. Martin dans Histoire des églises échappées de Lyon, le signale dans l’église Saint-Vincent. Il est déposé dans le garde-meuble de l’hôtel de ville à une date indéterminée et retrouvé 1981 par Nelly Colin et Gilles Chomer. Celui-ci a ensuite rapproché la toile retrouvé dans le garde-meuble de l’hôtel de ville du tableau peint pour le cardinal de Tencin. 
Lors du nettoyage de la toile, en 1981, Madame Rocher-Jauneau fait état de la « suppression du manque d’une bande de papier ». L’ajout avait probablement été fait lors de l’installation du tableau à l’église Saint Vincent. L’œuvre est ensuite placée au musée des Beaux-Arts de Lyon.

## Le texte biblique
Ce tableau illustre le chapitre IV, des versets 5 à 30 de l'Évangile selon Jean. Dans cet Évangile, le symbole de l'eau est très présent : en effet, Jésus est assis auprès d'un puits, et la Samaritaine vient chercher de l'eau dans celui-ci avec sa cruche. Jésus demande à boire à la jeune femme, ce qui pouvait paraître choquant à l'époque, puisque les samaritains et les juifs entretenaient de très mauvaises relations. 
Jésus parle ensuite de « l'eau vive », qu'elle lui aurait demandé si elle avait su qui il était, ou du moins si elle « connaissai[t] le don de Dieu ». L'eau vive dont parle le Messie est en réalité sa Parole. Selon cette métaphore de l'eau, très présente dans le christianisme, s'abreuvoir de la Parole de Dieu permet de ne plus jamais avoir « soif ». La Parole de Dieu serait alors nourrissante. 
Dans ce tableau, ce symbole de l'eau est présent par le puits, autour duquel Jésus et la Samaritaine se trouvent, et par la cruche de la Samaritaine. Le geste que fait Jésus en direction de la Samaritaine où il lui « donne » sa Parole, est un symbole : c'est comme si c'était lui qui lui donnait à boire, c'est-à-dire la parole de Dieu. 
Dans le texte biblique, les disciples, bien qu'étonnés de l'attitude de Jésus, ne l'interrogent pas sur sa conversation avec la Samaritaine (qui a déjà eu cinq maris et vit en concubinage avec un sixième). Cela se traduit dans le tableau : ils ont un élan de stupéfaction, comme un geste d’arrêt mais ils n'agissent pas pour autant, ce qui pourrait montrer le respect qu'ils lui portent.

## Description
Au premier plan, le Christ assis près du puits de Jacob, parle à la Samaritaine agenouillée. Au loin, la ville de Sychar, fermée dans ses remparts, s’étalage le long d’une colline. Deux hommes barbus, les disciples, revenant de la ville, regardent la scène. Le jeu de leur physionomie et leurs gestes manifestent étonnement et réprobation. Les personnages, grandeur nature, apparaissent à l’étroit dans le cadre du tableau qu’ils remplissent. On ne peut encore parler de vérité historique, mais le peintre a le souci de chercher les détails pittoresques ou exotiques, dans les décors, les vêtements les coiffures, souci que n’avait pas Champaigne quand il traitait le même sujet vers 1650 (musée des Beaux-Arts de Caen).

## Analyse
Pour Gilles Chomer : « Le visage aux arcades sourcilières proéminentes, la gesticulation expressive des doigts et des mains, et la conduite du pinceau, à la fois crispée et onctueuse, autant de traits exprimés avec bonheur par J.F. de Troy ».
Au premier plan, la disposition des deux protagonistes évoque la forme d’un triangle, les mettant ainsi en valeur et isolant les deux disciples de la scène principale. On observe que l’alignement de la main de Jésus et de la Samaritaine forment une diagonale : Jésus adressant un geste en direction de la Samaritaine, et celle-ci le recevant en posant sa main sur sa poitrine. On observe que la seule source de lumière est projetée sur la Samaritaine, et on pourrait penser que celle-ci est apportée par le geste de Jésus, référant implicitement à sa Parole. Cela prend d’autant plus de sens lorsqu’on se réfère au texte de St Jean, où la Samaritaine symbolise l’humanité à la recherche de Dieu mais aveuglée par ses péchés et donc incapable de le reconnaître. Ce n’est qu’à la lumière de la parole du Christ, que la Samaritaine le reconnait. 
On observe que l’arrière-plan est divisé en deux, à gauche le ciel, à droite la végétation. On pourrait penser que cela fait écho à leur origine : le Christ, fils de Dieu, et la Samaritaine née de la terre.